# Monanthia
Monanthia is een geslacht van wantsen uit de familie van de Tingidae (Netwantsen). Het geslacht werd voor het eerst wetenschappelijk beschreven door Lepeletier & Serville in 1828.

## Soorten
Het genus bevat de volgende soorten:

- Monanthia natalensis (Stål, 1855)
- Monanthia veterna Scudder, 1890